# Volta da Ascension
Die Volta Ciclista da Ascension war ein spanisches Straßenradrennen.
Das Etappenrennen fand rund um die Stadt Santiago de Compostela in der Autonomen Gemeinschaft Galicien statt. Von 1975 bis 1988 wurde es jährlich als Amateurveranstaltung ausgetragen. In den ersten beiden Jahren war es ein reiner Mannschaftswettbewerb, das heißt, es gab keine Gesamteinzelwertung. Zwischen 1989 und 2006 fand das Rennen nur noch einmal im Jahr 1991 statt, danach folgten 15 Jahre Pause.
Von 2007 bis 2009 wurde die Veranstaltung wieder jährlich ausgetragen, zunächst 2007 als nationales Rennen. Seit 2008 war die Rundfahrt Teil der Rennserie UCI Europe Tour und dort in die Kategorie 2.2 eingestuft.

## Sieger
| - 2009 Rafael Rodríguez Segarra - 2008 Pablo De Pedro - 2007 José Luís Ruíz - 1992–2006 nicht ausgetragen - 1991 Søren Petersen - 1989–1990 nicht ausgetragen - 1988 Miguel Ángel Serrano - 1987 Gonzalo Aguiar Martínez | - 1986 Isidro Araújo Penabella - 1985 Rufino Alonso Cristóbal - 1984 José Luís Blanco Soto - 1983 Camilo Figueroa Fernández - 1982 Arsenio González Gutiérrez - 1981 Julián Gorospe - 1980 Fabián García Rodríguez | - 1979 José Luís Rodríguez - 1978 Fortunato Greciano - 1977 Carlos Machín Rodríguez - 1976 Lugones de Asturias* - 1975 Almogavares de Cataluña* |

*Sieger der Gesamtmannschaftswertung; 1975 und 1976 gab es keine Einzelwertung